# Alchemilla galkinae
Alchemilla galkinae är en rosväxtart som beskrevs av S. Fröhner. Alchemilla galkinae ingår i släktet daggkåpor, och familjen rosväxter. Inga underarter finns listade i Catalogue of Life.